# قطعنامه ۱۷۱۰ شورای امنیت
قطعنامه ۱۷۱۰ شورای امنیت سازمان ملل متحد که در تاریخ ۲۹ سپتامبر ۲۰۰۶ تصویب شد، سندی بین‌المللی دربارهٔ بررسی وضعیت میان اریتره و اتیوپی است. این قطعنامه طی نشست ۵۵۴۰ام با ۱۵ رای موافق، ۰ مخالف و ۰ ممتنع تصویب شد.